# Bunchosia paraguariensis
Bunchosia paraguariensis är en tvåhjärtbladig växtart som beskrevs av Franz Josef Niedenzu. Bunchosia paraguariensis ingår i släktet Bunchosia och familjen Malpighiaceae. Inga underarter finns listade i Catalogue of Life.